# Halina Kiliś
Halina Kiliś (ur. 1 sierpnia, 6 września lub 6 października 1929 w Sienicach Daćbogach, zm. 21 lipca 2022 w Ostrowi Mazowieckiej) – polska pedagog, posłanka na Sejm PRL VI i VII kadencji.

## Życiorys
W 1956 ukończyła studia z dziedziny historii. Pracowała w Kuratorium Oświaty i Wychowania w Opolu. W 1961 wstąpiła do Stronnictwa Demokratycznego, pełniąc obowiązki wiceprzewodniczącej Wojewódzkiego Komitetu w Opolu (od 1972). Zasiadała również we władzach centralnych partii, m.in. w latach 1973–1976 jako członek Centralnego Komitetu. Od 1965 do 1969 reprezentowała SD w Wojewódzkiej Radzie Narodowej w Opolu. W 1972 uzyskała mandat posłanki do Sejmu z okręgu Opole. Pełniła obowiązki wiceprzewodniczącej Komisji Oświaty i Wychowania oraz członkini Komisji Zdrowia i Kultury Fizycznej. W 1976 ponownie znalazła się w parlamencie (z okręgu Kędzierzyn-Koźle) jako zastępczyni przewodniczącego Komisji Oświaty i Wychowania. 
Od 1973 sprawowała funkcję przewodniczącej Wojewódzkiego Komitetu Narodowego Funduszu Ochrony Zdrowia. Działaczka Ligi Kobiet, Towarzystwa Przyjaciół Dzieci oraz Związku Nauczycielstwa Polskiego. Odznaczona m.in. Krzyżem Kawalerskim i Komandorskim Orderu Odrodzenia Polski, Brązowym Krzyżem Zasługi, Medalem 30-lecia Polski Ludowej oraz odznakami „Zasłużony dla Opolszczyzny” i „Zasłużony dla miasta Opola”.